# Oranjerode oogspanner
De oranjerode oogspanner (Cyclophora puppillaria) is een nachtvlinder uit de familie van de spanners, de Geometridae. De voorvleugellengte bedraagt tussen de 12 en 15 millimeter. De soort komt verspreid over Europa en verspreid van Noord-Afrika tot de Kaukasus voor. Hij overwintert als pop als een gordelpop aan een blad van de waardplant.

## Waardplanten
Soorten eik zijn de waardplanten van de oranjerode oogspanner. De rups eet vooral van jonge loten.

## Voorkomen in Nederland en België
De oranjerode oogspanner is in Nederland en België een zeer zeldzame trekvlinder. De vlinder kan in deze landen worden gevonden van juni tot oktober.